# Provinz Cordillera (Bolivien)
Cordillera ist eine Provinz im südlichen Teil des Departamento Santa Cruz im Tiefland des südamerikanischen Binnenstaates Bolivien.

## Lage
Die Provinz ist eine von fünfzehn Provinzen im Departamento Santa Cruz. Sie grenzt im Nordwesten an die Provinz Andrés Ibáñez und die Provinz Florida, im Westen an die Provinz Vallegrande, im Süden an das Departamento Chuquisaca, im Südosten an die Republik Paraguay, im Osten an die Provinz Germán Busch, und im Norden an die Provinz Chiquitos.
Sie erstreckt sich zwischen 18°00' und 20°27' südlicher Breite und 58°47' und 63°47' westlicher Länge, ihre Ost-West-Ausdehnung beträgt etwa 600 Kilometer, ihre Nord-Süd-Ausdehnung bis zu 350 Kilometer. Mit einer Fläche von über 86.000 km² ist sie die größte Provinz Boliviens.

## Bevölkerung
Die Einwohnerzahl der Provinz Cordillera ist in den vergangenen drei Jahrzehnten um etwa zwei Drittel angestiegen:
| Jahr | Einwohner | Quelle       |
| ---- | --------- | ------------ |
| 1992 | 88 628    | Volkszählung |
| 2001 | 101 733   | Volkszählung |
| 2012 | 120 111   | Volkszählung |
| 2024 | 134 713   | Volkszählung |

Die Provinz Cordillera ist Teil des Siedlungsgebietes der Chiriguano, einem indigenen Volk, das eng mit den Guaraní verwandt sind.

## Gliederung
Die Provinz Cordillera gliederte sich bei der letzten Volkszählung von 2024 in die folgenden sieben Verwaltungsbezirke (bolivianisch „Municipios“):
- im östlichen und flächenmäßig größten Teil der Provinz
  - 07-0702 Municipio Charagua (73.772 km²) 39.262 Einwohner
- im westlichen Teil der Provinz
  - 07-0701 Municipio Lagunillas (1.149 km²) 5.910 Einwohner
  - 07-0703 Municipio Cabezas (5.338 km²) 31.160 Einwohner
  - 07-0704 Municipio Cuevo (915 km²) 4.953 Einwohner
  - 07-0705 Municipio Gutiérrez (2.009 km²) 15.169 Einwohner
  - 07-0706 Municipio Camiri (1.087 km²) 32.656 Einwohner
  - 07-0707 Municipio Boyuibe (1.824 km²) 5.603 Einwohner

## Hymne der Provinz
Text: Prof. Fanor Montero Claure – Musik: Prof. Néstor Chávez García
De la extensa sabana del llano
Como estatua gigante de honor
Ahí esta el guaraní boliviano
Un emblema racial de valor
Siglos fueron de luchas tenaces
En defensa de la libertad
Relevando como ley y por siempre
"Antes muertos que incados jamás"
Refrain:
Alabemos la cuan bendita,
Que es altiva y de gran corazón
Que de Ñuflo de Chávez llevaremos
Se cruceños de sepa y de honor.
Ya paso el momento horroroso
Solo historias de hazañas quedaron
Y hoy unidos seremos hermanos
A la sombra de nuestro perdón.
Cordillera fecunda y altiva
Con sus fuentes de hidrocarburos
Es pilar principal de la vida
De Bolivia es presente y futuro.
Refrain:
Alabemos la cuan bendita,
Que es altiva y de gran corazón
Que de Ñuflo de Chávez llevaremos
Se cruceños de sepa y de honor.